# Стівен Байєрс
Стівен Джон Байєрс (англ. Stephen John Byers; нар. 13 квітня 1953, Вулвергемптон, Англія) — британський політик-лейборист.

## Життєпис
Вивчав право у Ліверпульському університеті ім. Джона Мурса. З 1977 по 1992 він працював викладачем права в Університеті Нортумбрії. У 1980 році він почав свою політичну кар'єру як член муніципальної ради Північного Тайнсайду, був заступником голови ради між 1985 і 1992.
Член парламенту з 1992 по 2010.
З липня по грудень 1998 — Головний секретар Казначейства.
З 1998 по 2001 — Міністр торгівлі та промисловості.
З 2001 по 2002 — Міністр транспорту, місцевого самоврядування та регіонів.